# Daniel Mesenhöler
Daniel Mesenhöler (ur. 24 lipca 1995 w Engelskirchen) – niemiecki piłkarz grający na pozycji bramkarza. Od 2018 roku zawodnik MSV Duisburg.

## Życiorys
Jest wychowankiem 1. FC Köln. W latach 2014–2016 występował w jego rezerwach. W 2014 roku odszedł do 1. FC Union Berlin. W 2. Bundeslidze zagrał po raz pierwszy 3 marca 2017 w wygranym 2:0 meczu z Würzburger Kickers. 1 lipca 2018 został na zasadzie wolnego transferu piłkarzem MSV Duisburg.